# Doll Parts
Doll Parts – drugi singel z płyty Live Through This, grungowego zespołu Hole. Jest to najprawdopodobniej największy przebój tego zespołu. Wydany w kilka miesięcy po śmierci męża liderki zespołu - Courtney Love, Kurta Cobaina. Do piosenki tej został nakręcony teledysk, a jego reżyserem był Samuel Bayer, reżyser teledysków takich grup jak Smashing Pumpkins, Nirvana czy Green Day.

## Lista utworów
1. "Doll Parts" - 3:31
2. "Plump" (Live) - 2:34

## Miejsca na listach przebojów
| Rok  | Single       | Lista                 | Pozycja |
| ---- | ------------ | --------------------- | ------- |
| 1994 | "Doll Parts" | Billboard Hot 100     | #58     |
| 1994 | "Doll Parts" | Modern Rock Tracks    | #4      |
| 1994 | "Doll Parts" | UK Singles Chart      | #16     |
| 1994 | "Doll Parts" | Francja Singles Chart | #45     |